# Мэтр (Тачки)
Сэр Тау Мэтр (англ. Sir Tow Mater), или просто Мэтр (англ. Mater) — персонаж франшизы «Тачки». Мэтр был девтерагонистом «Тачек» в качестве местного эвакуатора в Радиатор-Спрингс, в конечном итоге став лучшим другом Молнии Маккуина. В «Тачках 2» Мэтр стал главным героем и ненадолго ввязывается в шпионаж после того, как его ошибочно приняли за шпиона. В «Тачках 3» Мэтр появляется в качестве второстепенного персонажа.

## Предыстория
Конструкция Мэтра основана на эвакуаторе Chevrolet Task Force 1955-57 годов, который когда-то использовался для подъема оборудования с шахт в округе Чероки, штат Канзас. Видео «Rev’d Up», выпущенное в качестве бонуса в магазинах Target, описывает Мэтра как вдохновлённого грузовиком Dodge 1957 года.
Навыки вождения Мэтра включают в себя утверждение о том, что он «лучший в мире ездок задком», способность, вдохновлённая Дином Уокером, президентом Ассоциации исторического маршрута 66 Канзаса, известным в Ривертоне как «Безумные ноги Уокера, посла Crazy Feet на шоссе 66» за его способность скручивать ноги и ходить задним ходом.
Мэтр берёт своё прозвище от руководителя строительства и ярого фаната NASCAR Дугласа «Мэтра» Кивера, который даёт голос одного из RV, наблюдающего за большой гонкой («Ну, окунись в смазку для осей и назови меня гладким!»)

Меня зовут Мэтр… Да, как то-мэтр, но без тау.— Дуглас «Мэтр» Кивер, используя прозвище, подобранное на томатной ферме своих бабушки и дедушки по материнской линии
Последняя личность Мэтра была основана на его актёре озвучивания Ларри-кабельщике, и он использует многие крылатые фразы Ларри, в том числе «Git-R-Done» во время финальной гонки и «Мне всё равно, кто ты; это смешно прямо там» во время сцены опрокидывания трактора.

## Характеристика

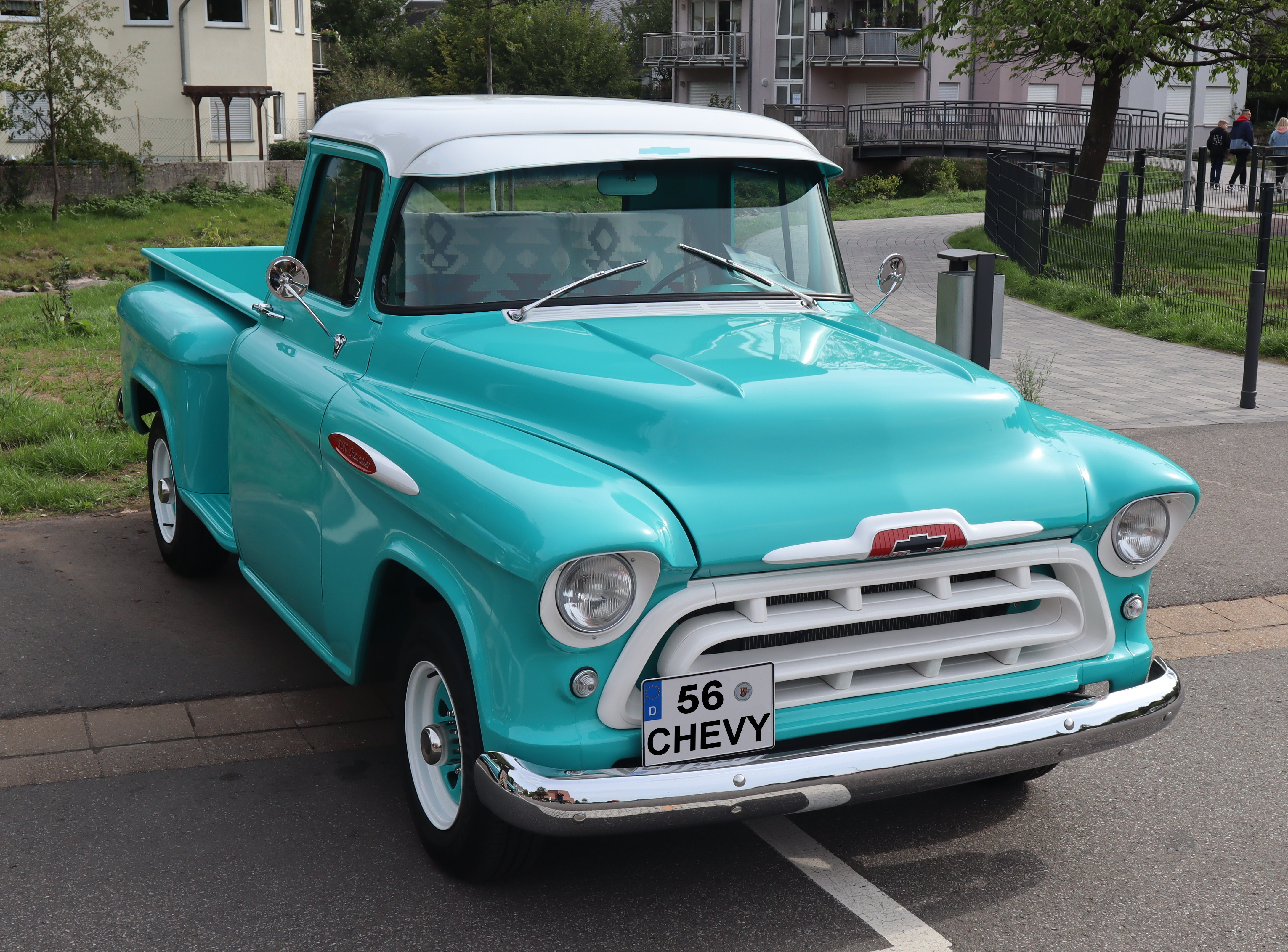
Пикап Chevrolet 1956 года

Цвет Мэтра изначально был голубым, как показано в воспоминаниях, когда он был маленьким; однако за эти годы он заржавел в светло-коричневый/оранжевый цвет, а синий частично ещё остаётся. Ему не хватает капота и левой фары. Его номерной знак — A113, номер класса, используемый студентами анимации персонажей в Калифорнийском институте искусств. У Мэтра очень дружелюбный и весёлый характер, поскольку он был первым автомобилем, подружившимся с Молнией Маккуином, несмотря на то, что тот разрушил главную дорогу Радиатор-Спрингс. Мэтр также способен участвовать в гонках, а также быть (самопровозглашённо) лучшим в мире ездоком задком. Он приписывает этот навык своим зеркалам заднего вида и своей собственной философии: «Не нужно знать, куда я иду, просто нужно знать, где я был».
В «Тачках 2» Мэтр демонстрирует обширные знания об автомобильных деталях и двигателях. Он правильно отвечает на кодовый вопрос о Volkswagen Karmann Ghia, заданный британским агентом Холли Швигвелл (Делюкс), что заставило ее принять его за американского агента, с которого она должна была встретиться. Позже, когда Делюкс и ее партнёр Финн Макмисл показывают Мэтру фотографию двигателя таинственного автомобиля, он идентифицирует её на виду и указывает на запасные части, используемые для поддержания его работы. Его знания в области автомобильной механики помогают Макмислу и Делюкс задержать сэра Майлса Карнданвала. «Тачки 2» показывают, что Мэтр не всегда замечает, как другие автомобили воспринимают его, и он начинает сомневаться в себе, понимая, что большинство тачек считают его дураком. Он восстанавливает уверенность в себе после примирения с Молнией Маккуином.
В «Тачках 3» Мэтр является второстепенным персонажем, который поощряет Молнию в его попытке продолжить гонки против Джексона Шторма и машин следующего поколения. Он решает остаться с другими тачками в Радиатор-Спрингс, в то время как Молния отправляется в учебный центр «Ржавейка», и даёт Молнии идею связаться с Выхлопом во время видеозвонка.